# Буковець-при-Полянах
Буковець-при-Полянах (словен. Bukovec pri Poljanah) — поселення в общині Рибниця, регіон Південно-Східна Словенія, Словенія.
Назва населеного пункту була змінена з Буковець на Буковець-при-Полянах у 1955 році.  Раніше німецька назва була Буковіц .